# 1974–1975-ös magyar labdarúgókupa
Az 1974–1975-ös magyar labdarúgókupa küzdelmeit az Újpesti Dózsa nyerte.
Döntetlen esetén azonnal tizenegyesrúgások következtek.

## Első forduló
| 1. csapat                | Eredmény     | 2. csapat                   |
| ------------------------ | ------------ | --------------------------- |
| 1974. november 20.       |              |                             |
| Gyomai Spartacus         | 0–4          | Békéscsabai Előre Spartacus |
| Gyöngyösi Spartacus      | 0–2          | Vasas                       |
| Barcsi SC                | 2–2 te.: 1–2 | Pécsi MSC                   |
| Péti MTE                 | 1–2          | Rába ETO                    |
| Debreceni VSC            | 0–0 te.: 4–3 | Salgótarjáni BTC            |
| Pécsi Bőrgyár            | 1–0          | VM Egyetértés               |
| Bábolnai SE              | 4–2          | MTK                         |
| Kossuth KFSE             | 1–3          | Újpesti Dózsa               |
| Rakamazi Spartacus       | 1–4          | Diósgyőri VTK               |
| MÁV DAC                  | 0–0 te.: 3–5 | Zalaegerszegi TE            |
| Fertőszentmiklósi MEDOSZ | 1–3          | Tatabányai Bányász          |
| Dunaújvárosi Építők      | 1–1 te.: 4–5 | Videoton                    |
| Vasas Izzó               | 1–1 te.: 4–3 | Ferencvárosi TC             |
| Sabaria Cipőgyár         | 0–4          | Haladás VSE                 |
| Budafoki MTE             | 0–2          | Bp. Honvéd                  |
| BKV Előre                | 1–1 te.: 0–2 | Csepel SC                   |
| Nyíregyházi MEZŐGÉP      | 0–6          | Kazincbarcikai Vegyész      |
| Velencei NVSK            | 1–1 te.: 4–3 | KOMÉP                       |
| Győri Dózsa              | 3–2          | Szekszárdi Dózsa            |
| Zalaegerszegi Dózsa      | 1–0          | Bakony Vegyész              |
| Drávafoki TSZ SK         | 1–8          | Nagykanizsai Olajbányász    |
| Répcelaki Bányász        | 3–1          | Kaposvári Táncsics          |
| Diósdi TC                | 2–2 te.: 4–3 | Balassagyarmati SE          |
| Dombóvári TSZ SK         | 0–4          | Komlói Bányász              |
| Salgótarjáni ZIM Vasas   | 1–2          | Edelényi Bányász            |
| Orosházi Honvéd Dózsa    | 4–0          | Szolnoki MÁV                |
| Malinovszkij SE          | 0–0 te.: 2–3 | Borsodi Volán               |
| Balmazújvárosi TSE       | 1–0          | Lehel SC                    |
| Solvadkerti TSZ SK       | 4–3          | Csongrádi SC                |
| Szegedi Dózsa            | 2–0          | Volán SC                    |
| Bajai TSZ SK             | 2–2 te.: 5–3 | Szamuely SE                 |
| 1974. november 27.       |              |                             |
| Tállyai Építők           | 1–1 te.: 4–5 | Egri Dózsa                  |

## Második forduló
| 1. csapat                | Eredmény     | 2. csapat                   |
| ------------------------ | ------------ | --------------------------- |
| 1975. február 16.        |              |                             |
| Diósdi TC                | 0–8          | Tatabányai Bányász          |
| Pécsi Börgyár TC         | 1–2          | Rába ETO                    |
| Balmazújvárosi Lenin TSE | 0–3          | Vasas                       |
| Velencei NVSK            | 0–2          | Zalaegerszegi TE            |
| Komlói Bányász           | 2–0          | Bp. Honvéd                  |
| Bajai TSZ SK             | 0–4          | Békéscsabai Előre Spartacus |
| Zalaegerszegi Dózsa      | 0–5          | Videoton                    |
| Szegedi Dózsa            | 0–2          | DVTK                        |
| Bábolna                  | 1–3          | Csepel SC                   |
| Debreceni VSC            | 0–2          | Újpesti Dózsa               |
| Répcelaki Bányász        | 0–1          | Pécsi MSC                   |
| Nagykanizsai Olajbányász | 1–1 te.: 3–4 | Haladás VSE                 |
| Győri Dózsa              | 2–0          | Vasas Izzó                  |
| Orosházi Honvéd          | 1–0          | Soltvadkerti TSZ SK         |
| Borsodi Volán            | 0–1          | Kazincbarcikai Vegyész      |
| Edelényi Bányász         | 2–1          | Egri Dózsa                  |

## Nyolcaddöntő
| 1. csapat              | Eredmény     | 2. csapat                   |
| ---------------------- | ------------ | --------------------------- |
| 1975. február 19.      |              |                             |
| Tatabányai Bányász     | 1–0          | Rába ETO                    |
| Pécsi MSC              | 2–0          | Csepel SC                   |
| Haladás VSE            | 2–1          | Videoton                    |
| Diósgyőri VTK          | 2–0          | Zalaegerszegi TE            |
| Győri Dózsa            | 0–2          | Újpesti Dózsa               |
| Kazincbarcikai Vegyész | 1–1 te.: 4–5 | Vasas                       |
| Orosházi Honvéd Dózsa  | 0–1          | Békéscsabai Előre Spartacus |
| Edelényi Bányász       | 1–3          | Komlói Bányász              |

## Negyeddöntő
| 1. csapat                   | Eredmény     | 2. csapat     |
| --------------------------- | ------------ | ------------- |
| 1975. február 26.           |              |               |
| Komlói Bányász              | 1–1 te.: 2–4 | Tatabánya     |
| Diósgyőri VTK               | 0–0 te.: 5–6 | Újpesti Dózsa |
| Vasas                       | 4–1          | Pécsi MSC     |
| Békéscsabai Előre Spartacus | 0–0 te.: 0–3 | Haladás VSE   |

## Elődöntő
| 1. csapat         | Eredmény | 2. csapat          |
| ----------------- | -------- | ------------------ |
| 1975. április 23. |          |                    |
| Vasas             | 0–2      | Újpesti Dózsa      |
| Haladás VSE       | 2–1      | Tatabányai Bányász |

## Döntő
| 1975. május 1. 17:00 |

| Újpesti Dózsa       | 3–2   | Haladás VSE           |
| ------------------- | ----- | --------------------- |
| Horváth 62' 68' 70' | (0–1) | Farkas 35' Kereki 58' |

| Népstadion, Budapest Nézőszám: 3000 Játékvezető: Palotai Károly (MLSZ) Asszisztensek: Egervári Ferenc, Tompa István |

| Újpesti Dózsa: |  |                 |     |             |
|                |  |                 |     |             |
| K              |  | Szigethi Károly |     |             |
| V              |  | Kolár Endre     |     |             |
| V              |  | Harsányi László |     |             |
| V              |  | Horváth József  |     |             |
| V              |  | Juhász Péter    |     |             |
| KP             |  | Dunai Ede       |     |             |
| KP             |  | Fazekas László  |     |             |
| KP             |  | Tóth András     |     |             |
| CS             |  | Fekete László   | 72' |             |
| CS             |  | Dunai Antal     |     |             |
| CS             |  | Nagy László     |     | a szünetben |
| Cserék:        |  |                 |     |             |
|                |  | Zámbó Sándor    |     | a szünetben |
|                |  | Kellner Jenő    |     | 72'         |
| Vezetőedző:    |  |                 |     |             |
| Várhidi Pál    |  |                 |     |             |

| Haladás:      |  |                 |  |     |
|               |  |                 |  |     |
| K             |  | Pálinkás István |  |     |
| V             |  | Fischer László  |  |     |
| V             |  | Horváth Árpád   |  |     |
| V             |  | Kereki Zoltán   |  |     |
| V             |  | Kovács László   |  |     |
| KP            |  | Halmosi Zoltán  |  |     |
| KP            |  | Bokor Miklós    |  | 71' |
| KP            |  | Farkas László   |  | 71' |
| KP            |  | Horváth Zoltán  |  |     |
| CS            |  | Király Ferenc   |  |     |
| CS            |  | Hauzer Tibor    |  |     |
| Cserék:       |  |                 |  |     |
|               |  | Németh Lajos    |  | 71' |
|               |  | Kulcsár Ferenc  |  | 71' |
| Vezetőedző:   |  |                 |  |     |
| Sárosi László |  |                 |  |     |

Az Újpesti Dózsa MNK-ban szerepelt játékosai: Szigethi Károly (4), Rothermel Ádám (2) – Bene Ferenc (5), Dunai Antal (4), Dunai Ede (5), Fazekas László (5), Fekete László (3), Harsányi László (6), Horváth József (5), Juhász Péter (5), Kellner Jenő (5), Kolár Endre (5), Nagy László (6), Sarlós András (2), Tóth András (4), Törőcsik András (1), Zámbó Sándor (6)